# Tervuren
Pour les articles homonymes, voir Tervuren (homonymie).
 (août 2017).
Tervuren (nom en néerlandais, officiel au niveau fédéral en français, parfois encore orthographié Tervueren en français) est une commune néerlandophone de Belgique située en Région flamande dans la province du Brabant flamand. C'est la seule commune périphérique de la Région de Bruxelles-Capitale à être située dans l'arrondissement de Louvain (les autres sont situées dans l'arrondissement de Hal-Vilvorde).
Elle compte environ 23 000 habitants et regroupe les localités de Duisburg, Tervuren même, Vossem et Moorsel. Elle compte une minorité importante de francophones (39,4% des naissances en 2020 selon Kind & Gezin).

## Sections de la commune
| # | Section  | Superf. (km²) | Habitants (2020) | Habitants par km² | Code INS |
| - | -------- | ------------- | ---------------- | ----------------- | -------- |
| 1 | Tervuren | 20,13         | 15.424           | 766               | 24104A   |
| 2 | Duisburg | 6,98          | 3.508            | 503               | 24104C   |
| 3 | Vossem   | 6,48          | 3.767            | 581               | 24104B   |

### Localités
- Tervuren: Moorsel

## Histoire
On trouve aussi, pour Tervuren, la forme Tervueren et la forme latine Fura Ducis.
En novembre 1227, Henri Ier, duc de Brabant, donna le patronage de l'église Saint-Jean l'Évangéliste à l'abbaye de Parc. La donation fut confirmée en 1238 par l'évêque de Cambrai, Guardin. Deux chapelles se trouvaient aussi dans les environs, concernées par la collation de l'abbaye, mais dont l'approbation par l'évêque Guardin fut plus délicate : la chapelle castrale de Saint-Hubert, et la chapelle dans la partie supérieure du bourg Saint-Jean-Baptiste. Le pape Clément IV approuva toute la donation par la suite. En 1259, le successeur de l'évêque Guardin, Nicolas de Fontaines, concéda à son tour, à l'abbé Alard de Vuren, le privilège de faire desservir ces églises par ses chanoines.
Il est parfois reconnu que Tervuren soit le lieu de décès de saint Hubert en 727. Un document de 1213 mentionne que le duc Henri Ier de Brabant a construit une forteresse en bois. Celle-ci est devenue le château de Tervueren, le lieu de résidence des Ducs du Brabant au cours des XIVe et XVe siècles. Le château a été ravagé en 1782.

### Héraldique
|  | La commune possède des armoiries qui lui ont été octroyées le 15 septembre 1819 et à nouveau le 29 mai 1838. Les armoiries actuelles sont octroyées le 26 mai 1987. Elles montrent un lion, qui figurait déjà sur les plus vieux sceaux connus de la ville, datant de 1312. Le lion était vraisemblablement à l'origine le lion du Brabant, même si ce lion n'était pas normalement couronné. En 1435, la ville devint la possession de Jan Hinckaert, fils illégitime du duc de Brabant. Ces armoiries figuraient sur une peinture de 1480 et montraient un écu divisé en quartiers avec un lion couronné d'argent sur un champ noir avec des billettes d'argent et, au deuxième et troisième quartiers, les armoiries d'Hinckaert, un lion couronné bleu. On ignore pourquoi le conseil des années 1830 ne s'appliquait qu'aux armoiries d'Hinckaert. Sur les armoiries de 1819 et 1838, le lion a été couronné, les armoiries actuelles ne montrent plus la couronne et une couronne ne figure pas sur les sceaux médiévaux. Blasonnement : D'argent à un lion d'azur. - Délibération communale : 27 février 1986 - Arrêté de l'exécutif de la communauté : 26 mai 1987 - Moniteur belge : 3 décembre 1987 Source du blasonnement : Heraldy of the World. |

### L'École de TervuerenauXIXesiècle
C'est un important mouvement artistique belge fondé par le peintre Hippolyte Boulenger (1837-1874) dans la seconde moitié du XIXe siècle.
Les membres de ce mouvement privilégiaient un art réaliste et inspiré par la nature et opposé à l'art purement académique et classique. Ils étaient inspirés par l'École de Barbizon, au point qu'on ait appelé Tervuren le "Barbizon belge".
Joseph Coosemans (1818-1904) est secrétaire communal de Tervuren avant de s'engager dans la peinture. Il apprend beaucoup des peintres qui œuvraient au village, dont Théodore Fourmois (1814-1871).

## Monuments et sites

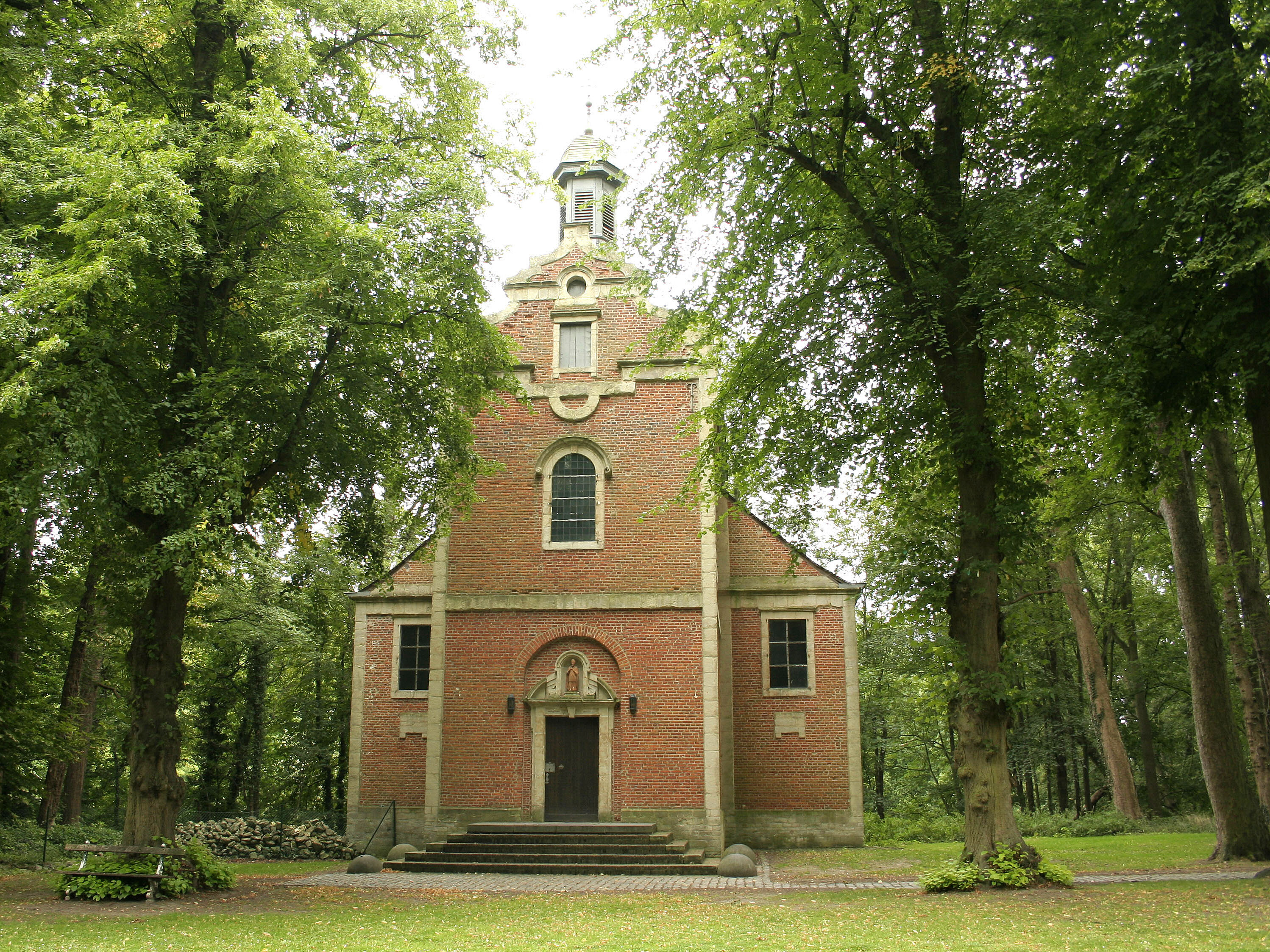
La chapelle Saint-Hubert, attribuée à Wenceslas Cobergher (XVII).

À Tervuren se trouve le Musée royal de l'Afrique centrale (AfricaMuseum) au milieu d'un parc aménagé dans l'ancien domaine de chasse des ducs de Brabant à proximité de la forêt de Soignes. Ses étangs forment la source du ruisseau (la Voer) auquel la commune doit son nom.
Le Roi Léopold II, pour la section coloniale de l'exposition internationale de Bruxelles de 1897, a fait construire le palais des Colonies au bout de l'avenue de Tervueren. Ce bâtiment étant trop exigu pour les projets du roi, un nouveau bâtiment, plus grand, fut bâti. Il est devenu un musée d'Art africain aujourd'hui nommé Musée royal de l'Afrique centrale (MRAC) hébergeant des collections exceptionnelles, considérées comme les plus riches au monde pour ce qui concerne l'Afrique centrale. Les archives de l'explorateur Henry Morton Stanley y sont conservées.
L'arboretum de Tervuren, qui fait partie de la donation royale, est l'un des plus importants de Belgique. Il attire de nombreux promeneurs. Plus largement, la forêt de Soignes, qui se trouve entre les quartiers du sud-est de Bruxelles et Tervueren, a fait de cette dernière localité un but classique de promenade.
Le Pavillon de chasse de Guillaume Ier, Prince d'Orange a été le domicile de l'Impératrice Charlotte jusqu'à son incendie en 1879.

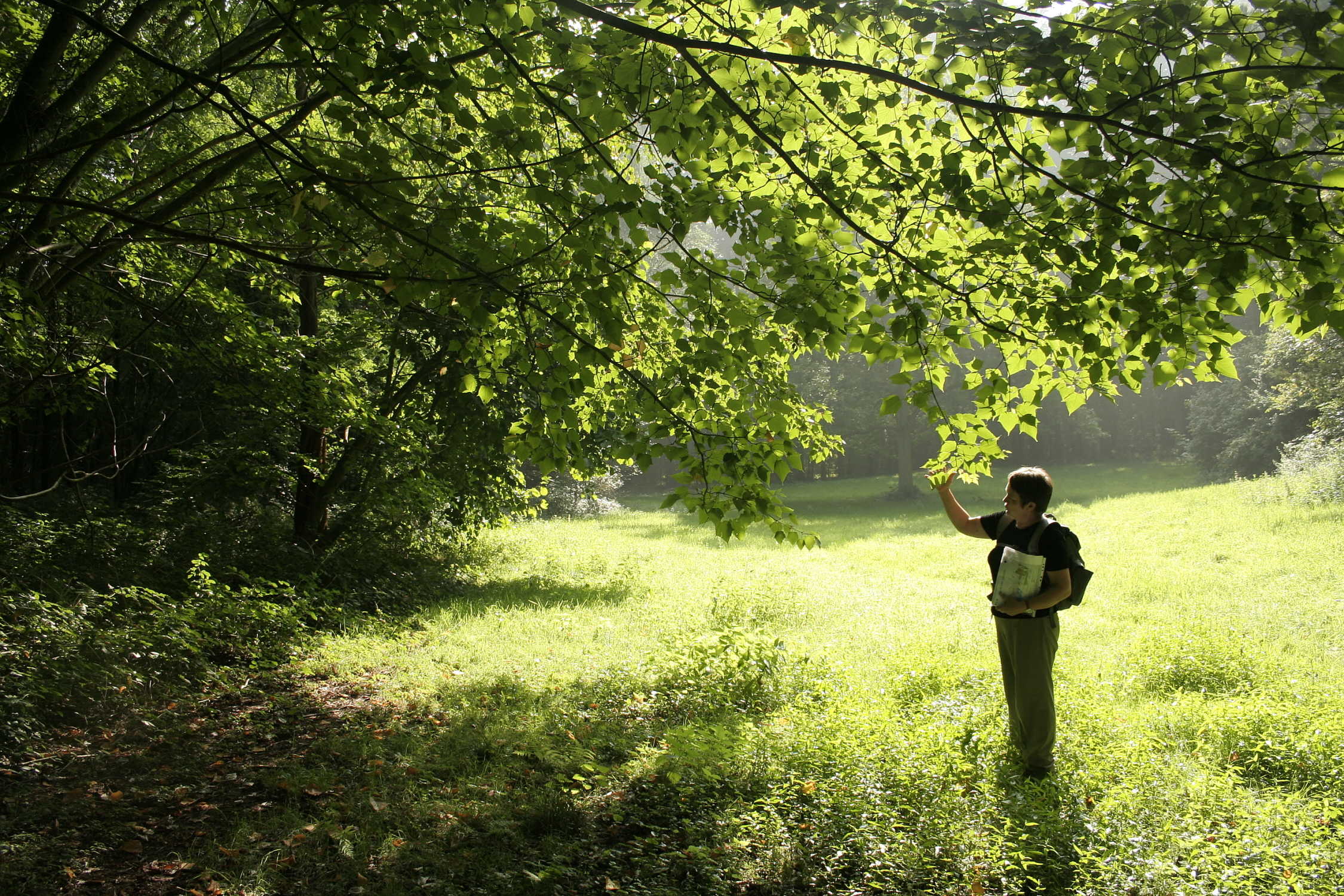
L'arboretum de Tervuren.
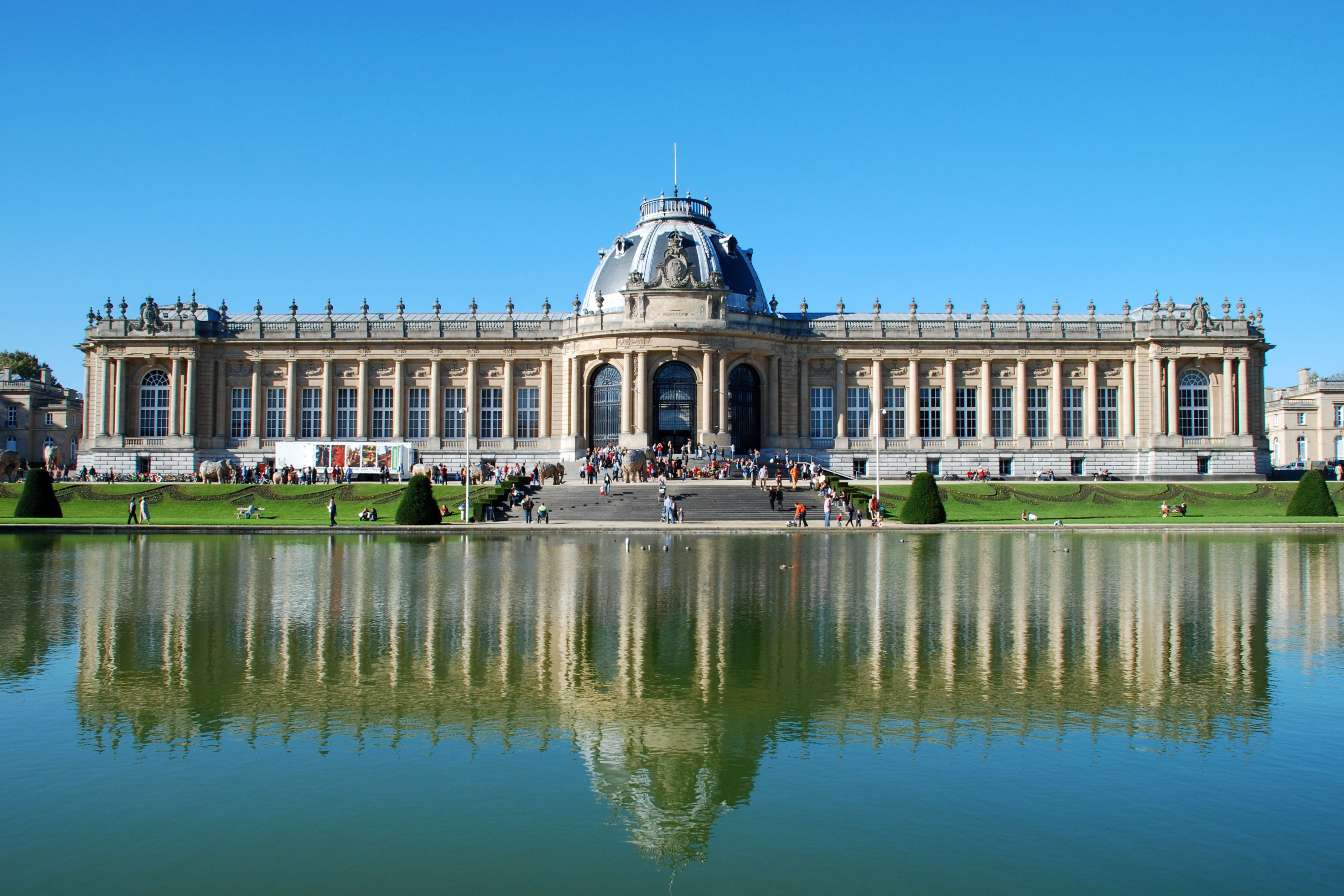
Musée royal de l'Afrique centrale (AfricaMuseum).
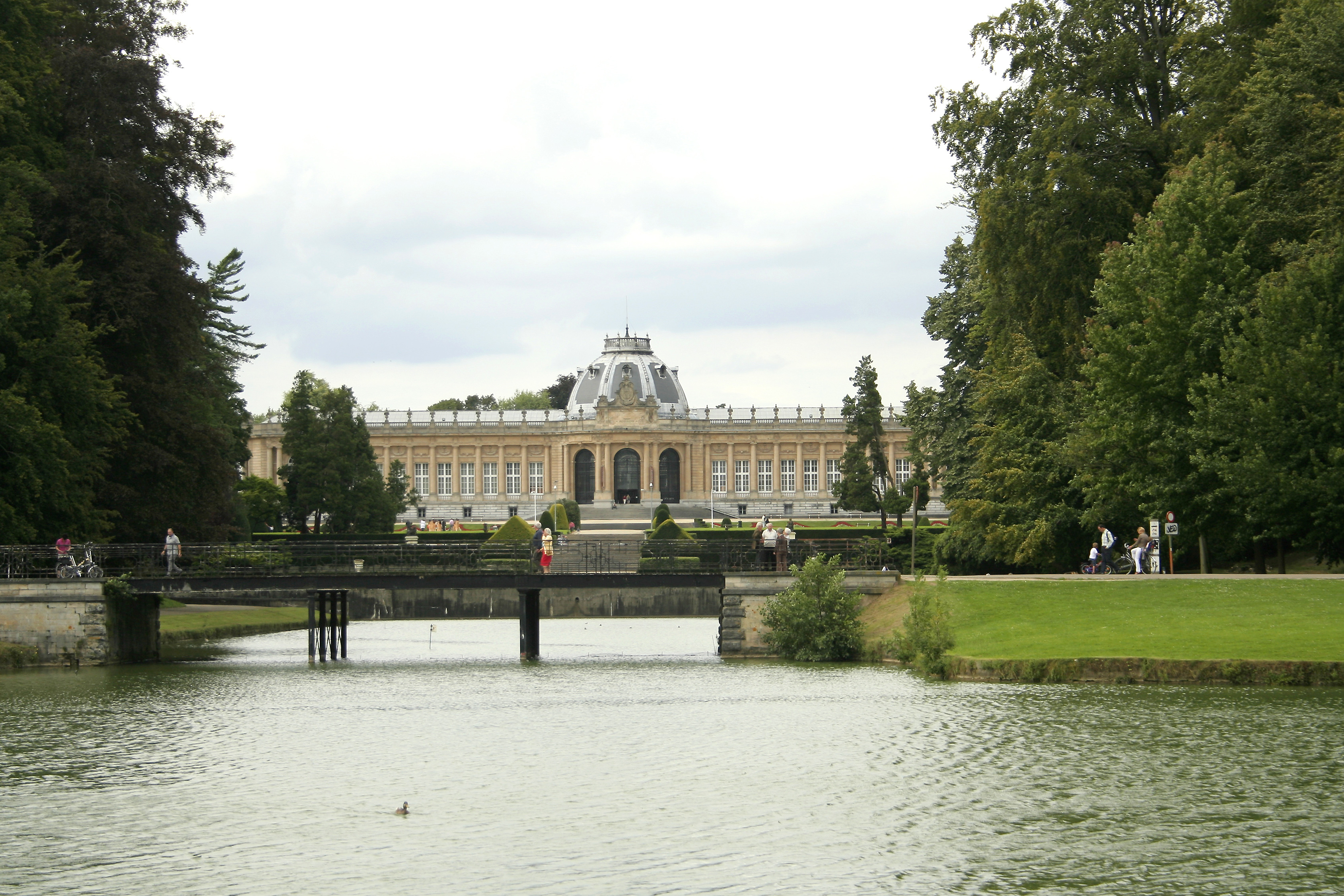
Musée royal de l'Afrique centrale.

## Démographie

### Démographie: Avant la fusion des communes
- Source: DGS recensements population

### Démographie: Commune fusionnée
En tenant compte des anciennes communes entraînées dans la fusion de communes de 1977, on peut dresser l'évolution suivante :
Les chiffres des années 1831 à 1970 tiennent compte des chiffres des anciennes communes fusionnées.
- Source: DGS , de 1831 à 1981=recensements population; à partir de 1990 = nombre d'habitants chaque 1 janvier[7]

## Vie politique

### Résultats des élections communales depuis 1976
| Partis                 | 10-10-1976 | 10-10-1976 | 10-10-1982 | 10-10-1982 | 9-10-1988 | 9-10-1988 | 9-10-1994 | 9-10-1994 | 8-10-2000 | 8-10-2000 | 8-10-2006 | 8-10-2006 | 14-10-2012 | 14-10-2012 | 14-10-2018 | 14-10-2018 | 13-10-2024 | 13-10-2024 |
| Votes / Sièges         | %          | 25         | %          | 25         | %         | 25        | %         | 25        | %         | 27        | %         | 27        | %          | 27         | %          | 27         | %          | 27         |
| ---------------------- | ---------- | ---------- | ---------- | ---------- | --------- | --------- | --------- | --------- | --------- | --------- | --------- | --------- | ---------- | ---------- | ---------- | ---------- | ---------- | ---------- |
| CVP1/CD&V2             | 36,431     | 11         | 33,271     | 10         | 40,961    | 13        | 37,591    | 12        | 28,461    | 9         | -         |           | 18,652     | 5          | 162        | 4          |            |            |
| CD&V+N-VA              | -          |            | -          |            | -         |           | -         |           | -         |           | 27,51     | 8         | -          |            | -          |            |            |            |
| VU1/VU&ID2             | 22,551     | 6          | 23,171     | 6          | 14,581    | 3         | -         |           | 11,352    | 3         | -         |           | -          |            | -          |            |            |            |
| N-VA                   | -          |            | -          |            | -         |           | -         |           | -         |           | -         |           | 22,15      | 6          | 29,98      | 9          | 25,9       | 7          |
| GT-VLD                 | -          |            | -          |            | -         |           | -         |           | 22,88     | 7         | -         |           | -          |            | -          |            |            |            |
| GT-Open VLD            | -          |            | -          |            | -         |           | -         |           | -         |           | 31,03     | 9         | 23,96      | 7          | -          |            |            |            |
| PRL                    | -          |            | 14,29      | 3          | -         |           | -         |           | -         |           | -         |           | -          |            | -          |            |            |            |
| PRL-GFP                | -          |            | -          |            | 14,95     | 4         | -         |           | -         |           | -         |           | -          |            | -          |            |            |            |
| SP                     | 15,11      | 3          | 12,44      | 3          | 14,28     | 3         | 9,03      | 2         | 5,65      | 0         | -         |           | -          |            | -          |            |            |            |
| Groen+sp.a             | -          |            | -          |            | -         |           | -         |           | -         |           | 16,22     | 4         | -          |            | -          |            |            |            |
| AGALEV1/Groen2         | -          |            | 6,451      | 1          | -         |           | 7,091     | 1         | 14,851    | 4         | -         |           | -          |            | -          |            |            |            |
| Vlaams Blok            | -          |            | -          |            | -         |           | 5         | 0         | -         |           | -         |           | -          |            | -          |            |            |            |
| PVV                    | 7,78       | 1          | 9,11       | 2          | 9,97      | 2         | -         |           | -         |           | -         |           | -          |            | -          |            |            |            |
| RB-GB                  | 18,12      | 4          | -          |            | -         |           | -         |           | -         |           | -         |           | -          |            | -          |            |            |            |
| RAD                    | -          |            | 1,26       | 0          | -         |           | -         |           | -         |           | -         |           | -          |            | -          |            |            |            |
| TGB                    | -          |            | -          |            | 5,25      | 0         | -         |           | -         |           | -         |           | -          |            | -          |            |            |            |
| UNION                  | -          |            | -          |            | -         |           | 16,69     | 4         | 16,81     | 4         | 20,7      | 6         | -          |            | -          |            |            |            |
| GT                     | -          |            | -          |            | -         |           | 13,04     | 3         | -         |           | -         |           | -          |            | -          |            |            |            |
| NET                    | -          |            | -          |            | -         |           | 11,56     | 3         | -         |           | -         |           | -          |            | -          |            |            |            |
| TVENS                  | -          |            | -          |            | -         |           | -         |           | -         |           | 4,53      | 0         | -          |            | -          |            |            |            |
| Groen+                 | -          |            | -          |            | -         |           | -         |           | -         |           | -         |           | 18,24      | 5          | 21,8       | 6          |            |            |
| Groen+ Vooruit         | -          |            | -          |            | -         |           | -         |           | -         |           | -         |           | -          |            | -          |            | 20,4       | 5          |
| Tervuren Unie          | -          |            | -          |            | -         |           | -         |           | -         |           | -         |           | 16,99      | 4          | 15,5       | 4          |            |            |
| Tervuren Unie + Volt   | -          |            | -          |            | -         |           | -         |           | -         |           | -         |           | -          |            | -          |            | 15,7       | 4          |
| Open Tervuren          | -          |            | -          |            | -         |           | -         |           | -         |           | -         |           | -          |            | 17         | 4          |            |            |
| Voor Tervuren          | -          |            | -          |            | -         |           | -         |           | -         |           | -         |           | -          |            | -          |            | 38         | 11         |
| Total des votes        | 10551      | 10551      | 11410      | 11410      | 11496     | 11496     | 11211     | 11211     | 11439     | 11439     | 11879     | 11879     | 11792      | 11792      | 12106      | 12106      |            |            |
| Participation %        |            |            |            |            | 94,03     | 94,03     | 92,5      | 92,5      | 91,58     | 91,58     | 93,15     | 93,15     | 90,84      | 90,84      | 91,6       | 91,6       | 67,6       | 67,6       |
| Votes blancs ou nuls % | 2,93       | 2,93       | 4,09       | 4,09       | 4,27      | 4,27      | 4,17      | 4,17      | 5,38      | 5,38      | 4,57      | 4,57      | 2,79       | 2,79       | 2,7        | 2,7        | 1,5        | 1,5        |

Les sièges de la majorité formée se trouvent en gras 
Les chiffres en rouge donne le nom des partis au moment de l'élection 

## Langue
La langue officielle est le néerlandais. La population comprend également des francophones (plus de 20 %), ainsi que des anglophones, en raison de la présence à Tervueren de The British School (l'école britannique). Pour ce qui est la présence d'étrangers, les Britanniques sont en tête suivi par les Néerlandais, les Allemands et les Français.
Une étude de Kind en Gezin (office de l'enfance flamande) publié en partie par le journal le Soir le 18 décembre 2014 révèle qu'entre 2004 et 2013 les naissances d'enfants néerlandophones sont passées de 46,3 % à 31,1 %, dans le même temps les naissances d'enfants francophones sont passées de 23,8 % à 35,2 %.

## Minorités
Des minorités provenant de pays de l'Union européenne, du Canada, etc. sont implantées à Tervueren, pour un total de 113  nationalités.

## Habitants célèbres
- Charles-Alexandre de Lorraine, (1741-1780), gouverneur des Pays-Bas autrichiens, décédé en son château de Tervueren ;
- Charlotte de Belgique, (1840-1927), princesse belge devenue impératrice du Mexique ;
- Jules Montigny, (1840-1899), peintre belge ;
- Henry Van de Velde, (1863-1957), peintre, architecte, décorateur d'intérieur et enseignant belge ;
- Christian Dotremont, (1922-1979), peintre et poète belge, né à Tervuren, célèbre pour ses Logogrammes ;
- Laurent de Belgique, (1963), prince belge.

## Jumelages
| Ville | Ville          | Pays | Pays      |
| ----- | -------------- | ---- | --------- |
|       | Dachau         |      | Allemagne |
|       | Kloster Lehnin |      | Allemagne |
|       | Renkum         |      | Pays-Bas  |